# ژوری کانارسا
ژوری کانارسا (انگلیسی: Juriy Cannarsa؛ زادهٔ ۲۲ آوریل ۱۹۷۶) بازیکن فوتبال اهل ایتالیا است.
از باشگاه‌هایی که در آن بازی کرده‌است می‌توان به باشگاه فوتبال رجینا، باشگاه فوتبال فروزینونه، باشگاه فوتبال سالرنیتانا، باشگاه فوتبال دلفینو پسکارا، باشگاه فوتبال لیورنو، و باشگاه فوتبال اتلتیکو آرتزو اشاره کرد.